# Carden-Baynes Auxiliary
El Carden-Baynes Auxiliary fue el primer planeador motorizado dotado con un impulsor y una hélice retráctiles; es conocido como Abbott-Baynes Scud 3 cuando carece de motor. Ambos aviones, construidos a mediados de la década de 1930, seguían volando en 2010 como planeadores puros.

## Desarrollo

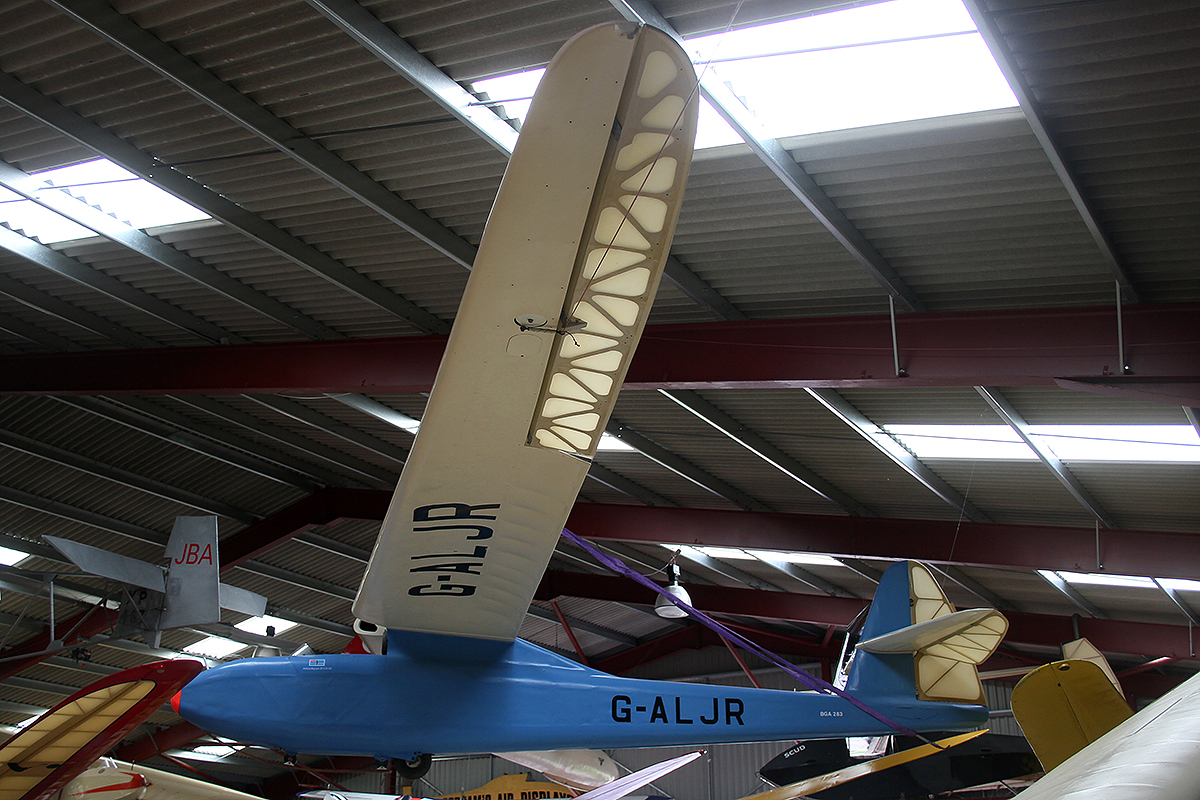
Scud 3

Edward Abbott y Leslie Baynes ya habían diseñado y construido por separado planeadores cuando se unieron en 1931 como Abbott-Baynes Sailplanes para producir los planeadores Scud I y II diseñados por Baynes.
La idea de agregar un motor a un planeador para que pueda despegar por sí mismo, pero montada de tal manera que la hélice y el motor puedan retraerse una vez adquirida altura para convertir la aeronave en un planeador con aerodinámica eficiente, surgió de Sir John Carden, que ya había colaborado con Abbott y Baynes en otros proyectos. El Scud 3 fue diseñado específicamente para alojar un motor de despegue, siendo capaz además de realizar vuelos sin motor de alto rendimiento. El modelo que carecía de motor se conocía como Abbott-Baynes Scud 3; mientras que la versión con motor recibió el nombre de Carden-Baynes Auxiliar. Dado que el motor se podía retirar o añadir fácilmente, la nomenclatura a veces se confundía. El Auxiliary es históricamente significativo como el primer planeador con un motor y una hélice retráctiles. CG Grey, el respetado editor de la revista The Aeroplane, escribió después del primer vuelo del Scud 3, pilotado por el Dr. Dewsbery que: "Dewsbery ahora posee el registro único de ser el primer aviador que retrae el motor y la hélice de su avión en pleno vuelo".
El Scud 3 era un planeador avanzado en su tiempo, todo de madera y con unas alas de gran envergadura, dotadas de una fuerte inclinación en el borde de ataque. La sección aerodinámica fue diseñada por Baynes y variaba desde la raíz del ala hacia el exterior. En el centro tenía una superficie inferior plana, lo que hacía que el ala fuera gruesa y fácil de reforzar, además de minimizar la interferencia de la raíz del ala. Hacia afuera, al reducirse el espesor, la superficie inferior se volvía cada vez más cóncava, produciendo una excelente sustentación. Estas características estaban destinadas a garantizar que el empuje se localizara en el centro del ala en lugar de en la punta. Los alerones eran del tipo diferencial. Las alas eran fácilmente desmontables para el transporte.
El fuselaje era plano, con madera contrachapada recubierta en la parte cercana a la nariz; las superficies superior e inferior estaban curvadas y recubiertas. La nariz redondeada se construyó con una doble capa de estrechas tiras de abeto colocadas en diagonal. La cabina para un solo tripulante estaba muy adelantada respecto a las alas. Para ubicar las superficies de montaje de las alas, poseía por detrás de la cabina un carenado que también servía para alojar el motor. En la parte trasera había una aleta alta con un timón. El plano de cola estaba montado aproximadamente a un tercio de la altura de la aleta, con elevadores divididos. Al igual que las alas, podía desmontarse para el transporte. El tren de aterrizaje era tan solo una rueda montada parcialmente en el interior del fuselaje.
La característica más singular del Auxiliary eran su motor con la una hélice bipala y el sistema de desplegado/replegado correspondiente. Carden había seleccionado un motor de motocicleta Villiers de dos tiempos refrigerado por aire de 250 cc. Solicitó a Villiers que el motor funcionase boca abajo, con el fin de colocar el eje de la hélice en la parte superior del montaje y así minimizar la resistencia del aire. Se pudo satisfacer esta condición, y tras muchas horas de pruebas con la cubierta en su lugar y con el acelerador a tope, se comprobó que no había problemas de sobrecalentamiento. Un pequeño tanque de combustible se fijó sobre el cárter, en la parte superior del motor. Carden también diseñó el bastidor articulado que permitía que el motor y su hélice salieran de su alojamiento y entraran en acción. El motor estaba colgado en la parte superior del mamparo central, justo por delante del borde de salida, sobre un par de tubos cruzados en diagonal tendidos desde la bisagra al cárter y con tubos en V a la culata. En uso, el motor y la hélice estaban en posición vertical. Esta última tenía un diámetro pequeño, para alejar las palas de la parte superior abierta del fuselaje. El motor se fijaba en posición mediante un elemento longitudinal diagonal roscado que podía hacerse girar con una manivela desde la cabina. A medida que el extremo inferior de este elemento avanzaba, el bastidor del motor giraba hacia su posición horizontal, y unas piezas móviles del carenado cerraban la abertura del fuselaje. La hélice se ajustó para que se detuviera en posición vertical y durante la operación de plegado su punta inferior se movía hacia adelante para introducirse en una abertura del mamparo, mientras que la otra punta presionaba una palanca que hacía que unas puertas con bisagras, previamente mantenidas abiertas con muelles, se cerraran sobre ella. Con el motor retraído, la parte trasera del mamparo presentaba una superficie tan suave como en cualquier planeador convencional.
Otra característica inusual y posiblemente única del Auxiliary fue que tenía un acelerador secundario en la punta del ala de babor, de modo que el piloto podía hacer rotar fácilmente la aeronave en tierra mientras apoyaba el ala.
El Scud 3 voló por primera vez como un avión sin motor en mayo de 1935, y despegó por sus propios medios el 8 de agosto de ese año. Recorrió 450 pies (140 m) antes de alzar el vuelo, trepando hasta los 2000 pies (610 m) durante 15 minutos, antes de que el Dr. Dewsbery retrajera el motor e iniciara el planeo. Este primer avión aún estaba equipado con su motor en 1949, cuando fue registrado como G-ALJR, pero en 2010 estaba volando como un planeador sin motor. Las fotografías de los años 30 y 40 sugieren que en algún momento se modificó el mecanismo de cierre del carenado trasero y se dejó una ranura permanente para la hélice. Un segundo Scud 3 se construyó en 1935, pero no se equipó con un motor hasta 1949, cuando se instaló un Villiers 350 cc más avanzado hasta finales de 1951. Este avión también volaba en 2010 como un planeador sin motor.

## Especificaciones (250 cc Villiers)
Datos de Ord-Hume, 2000, pp. 289
Características generales
- Tripulación: 1

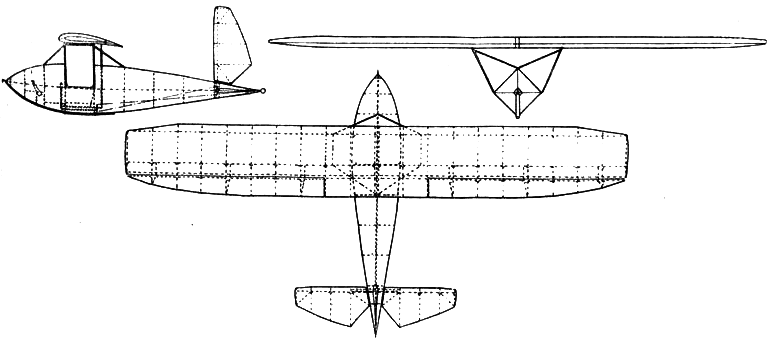
Brant Scud 3, l'Aerophile (mayo de 1931)

- Largo: 22 pies 6 pulgadas (6.86 m)
- Envergadura: 45 pies 6 pulgadas (13.87 m)
- Altura: 8 pies 2 pulg. (2.49 m) con motor desplegado, de lo contrario 4 pies 0 pulg. (1.22 m)
- Área de ala: 120 pies cuadrados (11 m² )
- Relación de aspecto: 16
- Perfil: sección especial de Baynes
- Peso en vacío: 310 lb (141 kg) (Auxiliary)

117.94 kg (260 lb) (Scud 3)
- Peso bruto: 500 lb (227 kg) (Auxiliary)

226.8 kg (500 lb) (Scud 3)
- Motor: 1 × Villiers de un solo cilindro invertido de dos tiempos, refrigerado por aire y con una capacidad de 250 cc, 9 hp (6,7 kW) LE Baynes observó[11] 8-9 hp como máximo a 3500 rpm

Prestaciones
- Velocidad máxima: 40 mph; 35 kn (65 km/h)
- Velocidad de crucero: 35 mph; 30 kn (56 km/h)
- Velocidad de parada: 25 mph (40 km/h; 22 kn) (Scud 3)
- Duración: a plena potencia, 30 min[1]
- Relación máxima de planeo: 1:21 (Auxiliary)

1:22 (Scud 3)
- Velocidad de descenso: 132 pies/min (0,67 m/s) (Scud 3)

LE Baynes observó que "aproximadamente 120 pies/min para el Scud 3 sin motor" y estimó que "el peso adicional del motor aumentaba este dato en un 5%"
- Relación de planeo: 24:1
- Carga alar: 4,2 lb/pie cuadrado (20,5 kg/m²) (Auxiliary)

18.31 kg/m² (3.75 lb / sqft) - (Scud 3)